# Kromsnavelmuisspecht
De kromsnavelmuisspecht (Campylorhamphus procurvoides) is een zangvogel uit de familie Furnariidae (ovenvogels). Het is een muisspecht met een lange kromme snavel die voorkomt in bosgebieden in het noorden van Zuid-Amerika.

## Taxonomie
De vogel werd in 1850 door de Franse natuuronderzoeker Frédéric de Lafresnaye geldig beschreven. Later beschreven sterk gelijkende vogels werden eerst als aparte soorten beschreven en later als ondersoort beschouwd. Uit voortschrijdend fylogenetisch onderzoek, dat na 2010 werd gepubliceerd, blijkt dat sommige ondersoorten (C. multostriatus en C. probatus) beter toch als aparte soort beschouwd kunnen worden. Het omgekeerde komt ook voor, een als nieuwe soort beschreven muisspecht  (C.. gyldenstolpei) wordt door de South American Classification Committee (SACC) als ondersoort beschouwd.

## Kenmerken
De vogel is 22 tot 25 cm lang. Qua gedrag lijkt de vogel op een boomkruiper maar is daarmee zeker niet verwant. Opvallend is de lange, kromme snavel. Van boven is de vogel kastanjebruin,  van onder meer grijsbruin en de kop en borst zijn voorzien van licht gekleurde streepjes.

## Verspreiding en leefgebied
Deze soort telt drie ondersoorten:
- C. p. sanus: het noordwestelijk Amazonebekken tot in westelijk Colombia, Ecuador en Peru
- C. p. gyldenstolpei: zuidwestelijk deel Amazonebekken, westelijk van de Madeira en zuidelijk van de Amazone Dit taxon werd in 2013 beschreven als aparte soort, maar is door de auteurs van de SACC niet als zodanig geaccepteerd.
- C. p. procurvoides: het noordoostelijk Amazonebekken tot in Guyana en oostelijk Venezuela.

De leefgebieden liggen in vochtig tropisch loofbos met een dichte ondergroei, meestal in laagland onder de 500 meter boven zeeniveau. In Suriname zijn waarnemingen van boven de 700 meter gedaan. Het is geen bedreigde vogelsoort.